# Pseudotachidius coronatus
Pseudotachidius coronatus är en kräftdjursart som beskrevs av T. Scott 1898. Pseudotachidius coronatus ingår i släktet Pseudotachidius och familjen Thalestridae. Arten är reproducerande i Sverige. Inga underarter finns listade i Catalogue of Life.